# Todiramphus chloris
Il martin pescatore dal collare (Todiramphus chloris (Boddaert, 1783)) è un uccello della famiglia Alcedinidae.

## Distribuzione e habitat
La specie ha un ampio areale che si estende dall'Africa orientale e dalla penisola arabica, all'Asia meridionale e al sud-est asiatico, sino all'Indonesia e all'Australia.

## Tassonomia
Comprende le seguenti sottospecie:
- Todiramphus chloris abyssinicus (Pelzeln, 1856)
- Todiramphus chloris kalbaensis (Cowles, 1980)
- Todiramphus chloris vidali (Sharpe, 1892)
- Todiramphus chloris davisoni (Sharpe, 1892)
- Todiramphus chloris occipitalis (Blyth, 1846
- Todiramphus chloris humii (Sharpe, 1892)
- Todiramphus chloris armstrongi (Sharpe, 1892)
- Todiramphus chloris laubmannianus (Grote, 1933)
- Todiramphus chloris chloropterus (Oberholser, 1919)
- Todiramphus chloris azelus (Oberholser, 1919)
- Todiramphus chloris palmeri (Oberholser, 1919)
- Todiramphus chloris collaris (Scopoli, 1786)
- Todiramphus chloris chloris (Boddaert, 1783)
- Todiramphus chloris sordidus (Gould, 1842)
- Todiramphus chloris pilbara (Johnstone, RE, 1983)
- Todiramphus chloris colcloughi (Mathews, 1916)
- Todiramphus chloris colonus (Hartert, 1896)
- Todiramphus chloris teraokai (Kuroda, 1915)
- Todiramphus chloris owstoni (Rothschild, 1904)
- Todiramphus chloris albicilla (Dumont, 1823)
- Todiramphus chloris orii (Taka-Tsukasa & Momiyama, 1931)
- Todiramphus chloris nusae (Heinroth, 1902)
- Todiramphus chloris matthiae (Heinroth, 1902)
- Todiramphus chloris stresemanni (Laubmann, 1923)
- Todiramphus chloris novaehiberniae (Hartert, 1925)
- Todiramphus chloris bennetti (Ripley, 1947)
- Todiramphus chloris tristrami (Layard, EL, 1880)
- Todiramphus chloris alberti (Rothschild & Hartert, 1905)
- Todiramphus chloris mala (Mayr, 1935)
- Todiramphus chloris pavuvu (Mayr, 1935)
- Todiramphus chloris solomonis (Ramsay, EP, 1882)
- Todiramphus chloris sororum (Galbraith, ICJ & Galbraith, EH, 1962)
- Todiramphus chloris amoenus (Mayr, 1931)
- Todiramphus chloris brachyurus (Mayr, 1931)
- Todiramphus chloris vicina (Mayr, 1931)
- Todiramphus chloris ornatus (Mayr, 1931)
- Todiramphus chloris utupuae (Mayr, 1931)
- Todiramphus chloris melanodera (Mayr, 1931)
- Todiramphus chloris torresianus (Mayr, 1931)
- Todiramphus chloris santoensis (Mayr, 1931)
- Todiramphus chloris juliae (Heine, 1860)
- Todiramphus chloris erromangae (Mayr, 1938)
- Todiramphus chloris tannensis (Sharpe, 1892)
- Todiramphus chloris vitiensis (Peale, 1848)
- Todiramphus chloris eximius (Mayr, 1941)
- Todiramphus chloris marinus (Mayr, 1941)
- Todiramphus chloris sacer (Gmelin, JF, 1788)
- Todiramphus chloris regina (Mayr, 1941)
- Todiramphus chloris pealei (Finsch & Hartlaub, 1867)
- Todiramphus chloris manuae (Mayr, 1941)